# Уолкап, Либерти
Либерти Уолкап (англ. Liberty Walkup; 1844 — 1922) — американский изобретатель, купивший патент на аэрографию и развивший эту технологию. Лауреат золотой медали Elliott Cresson Medal (1886).

## Биография
Родился 14 июля 1844 года в городе Пайн-Крик, штат Иллинойс, в семье Самуила  (1811-1890) и Софии (1819-1883) Уолкап (англ. Samuel and Sophia Ruggles Walkup).
Окончил школу в округе Огл, Иллинойс, и в 1862 году подписал контракт на службу в армии, участвовал в Гражданской войне. Воевал в 92-м полку волонтеров Иллинойса, был ранен и в 1863 году вернулся к гражданской жизни в Иллинойсе. Позже переехал в Айову, где в 1869 году женился на Phoebe C. Johnson (1849-1926), у них родилась дочь Eva Alberta Walkup (1869-1872). В 1881 году с семьёй вернулся в Иллинойс, обосновавшись в городе Рокфорд.
Занимался изобретательством. Когда в 1876 году был придуман аэрограф, его улучшением занялся ювелир Эбнер Пилер. Затем патент на разработку был продан в 1882 году Уолкапу. 6 мая 1884 года Уолкап запатентовал аэрограф двойного действия, у которого имелась возможность раздельной регулировки подачи как краски, так и воздуха (до этого аэрограф позволял регулировку подачи краски с одновременной подачей воздуха). Это дало больше возможностей при работе с ним. 
В 1888 году в здании своей компании Аirbrush Мanufactoring Сompany по производству аэрографов, созданной 1883 году, Либерти Уолкап открыл Иллинойскую школу искусств, где проводились занятия по живописи и графике с использованием техники аэрографии. Интересно, что американский художник-импрессионист Уилсон Ирвайн стал пионером использования аэрографии в искусстве.
В конце жизни Уолкап занялся политикой, баллотировался в Сенат штата Иллинойс, но не прошел в него, заняв четвертое место. 
Умер Либерти Уолкап 19 октября 1922 года, был похоронен на кладбище Mt. Zion Cemetery города Mount Morris, округа Огл, штат Иллинойс.